# 강릉종합운동장
강릉종합운동장(江陵綜合競技場, Gangneung Stadium)은 대한민국 강원특별자치도 강릉시에 있는 스포츠 시설이다. 강릉올림픽파크 내에 있으며, 육상용 트랙, 천연잔디 필드가 갖춰져 있는 다목적 경기장이다.

## 역사
강릉종합운동장은 강원 FC와 강릉시민축구단의 홈 구장으로 사용되고 있다. 부지 면적은 39,330m2이고, 연면적은 14,547m2이다.
2009년 9월, 경기 결과와 진행 시간만 알 수 있던 기존의 구형 전광판을 경기 장면까지 볼 수 있는 풀컬러 신형 전광판으로 교체했다.
강원 FC는 메인 홈 구장을 강릉에 두고 있으나, 2018년 동계 올림픽을 앞두고 강릉종합운동장에 보안 시설이 설치될 예정이라 2017년에는 평창알펜시아스키점프센터를 메인 홈으로 이용했다. 이후 강원 FC는 메인 홈을 춘천송암스포츠타운으로 이전했다.
한편, 천안 일화가 당시 홈 경기장으로 쓰던 천안오룡경기장에 조명 시설이 없어서 야간경기가 불가피한 혹서기에 접어들자 1999년 6월 23일부터 이 곳에서 홈 경기를 4회 치르기도 했다.
2015년 전국체육대회 개최를 위해 2014년 8월부터 리모델링 공사가 시작되어 2015년 9월 21일에 준공되었다.
하이원리조트가 강원특별자치도민프로축구단 측과의 명칭 사용권 협약을 맺어 2025년 6월 21일부터 강원 FC의 국내 대회 홈 경기 시에는 '강릉하이원아레나'(Gangneung High1 Arena)라는 명칭으로 사용된다.

## 기록

### 1987년 대통령배 국제축구대회
| 날짜    | 팀 1           | 스코어 | 팀 2              | 라운드 |
| ------- | -------------- | ------ | ----------------- | ------ |
| 6월 9일 | 모로코         | 0 - 1  | 오스트레일리아    | B조    |
| 6월 9일 | 섐록 로버스 FC | 0 - 1  | 칠레 B팀          | B조    |
| 6월 9일 | 대한민국 B팀   | 4 - 0  | 포르튀나 시타르트 | B조    |

### 1988년 대통령배 국제축구대회
| 날짜     | 팀 1         | 스코어 | 팀 2              | 라운드 |
| -------- | ------------ | ------ | ----------------- | ------ |
| 6월 22일 | 이라크       | 2 - 1  | 헝가리            | D조    |
| 6월 22일 | 대한민국 B팀 | 1 - 2  | 힘나시아 라플라타 | D조    |

### 1989년 대통령배 국제축구대회
| 날짜     | 팀 1                    | 스코어 | 팀 2           | 라운드 |
| -------- | ----------------------- | ------ | -------------- | ------ |
| 6월 20일 | 클루브 나시오날 데 풋볼 | 0 - 1  | 브뢴뷔 IF      | B조    |
| 6월 20일 | 대한민국 화랑           | 1 - 4  | 체코슬로바키아 | B조    |

### 1993년 대통령배 국제축구대회
| 날짜     | 팀 1          | 스코어 | 팀 2             | 라운드 |
| -------- | ------------- | ------ | ---------------- | ------ |
| 6월 20일 | 체코 선발     | 1 - 0  | 오스트레일리아 B | B조    |
| 6월 20일 | 루마니아 선발 | 2 - 2  | 대한민국 상비군  | B조    |

## 참고 문헌
- 〈강릉종합경기장〉. 《한국향토문화전자대전》. 한국학중앙연구원.
- 《전국 공공체육 시설 현황 (2017년말 기준)》. 대한민국 문화체육관광부. 2019.
- 《2019년 전국 공공체육시설 현황 (2018년말 기준)》. 대한민국 문화체육관광부. 2020.
- 《2023 전국 공공체육시설 현황 (2022년 12월말 기준)》. 대한민국 문화체육관광부. 2024.

## 같이 보기
- 강릉올림픽파크
- 강릉올림픽파크 보조경기장